# تايم اسبليرز: فيوتشر بيرفكت
تايم اسبليرز: فيوتشر بيرفكت (بالإنجليزية: TimeSplitters: Future Perfect)‏، هي لعبة فيديو بريطانية من نوع تصويب منظور الشخص الأول، وهي من تطوير فري راديكال ديزاين، ومن نشر إلكترونيك آرتس الأمريكية، صدرت اللعبة في الأسواق سنة 2005، وتعمل اللعبة على أنظمة الحاسوب بلاي ستيشن 2 ونينتندو غيم كيوب وإكس بوكس، وهي الجزء الثالث والأخير من سلسلة تايم اسبليرز.

## الاستحواذ
كانوا المطورون يعملون لإصدار لعبة تايم اسبليرز الجزء الرابع لمدة عام، ولكن بعد شراء الاستوديو لتطوير اللعبة من قبل شركة كرايتيك الألمانية، تم تعليق مشروع تطوير اللعبة سنة 2009، وفي عام 2011 أعلنت شركة ديب سيلفر النمساوية بأنها ستقوم بتطوير اللعبة القادمة لـ تايم اسبليرز، تم اغلاق ستوديو فري راديكال ديزاين نهائياً سنة 2023، ثم استحوذتها مجموعة امبريسر السويدية فيما بعد.